# Igreja de Santa Maria de Porto Salvo e São Domingos de Gusmão

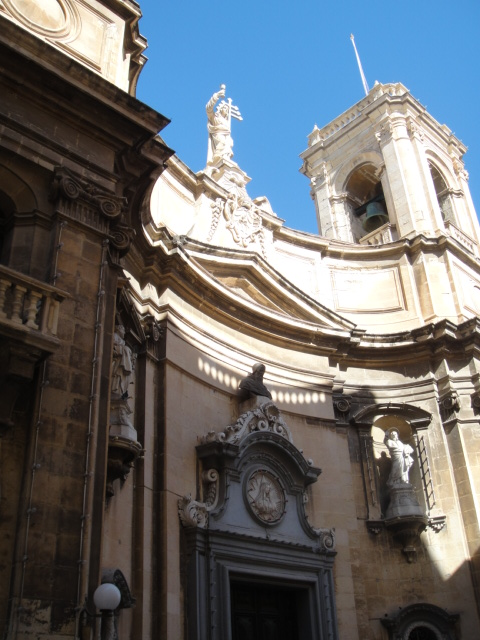
Igreja de Santa Maria de Porto Salvo e São Domingos de Gusmão

A Igreja de Santa Maria de Porto Salvo e São Domingos de Gusmão é uma igreja na cidade de Valeta, em Malta.